# Чапаево (Самарская область)
Чапаево — село в Красноярском районе Самарской области. Входит в состав сельского поселения Шилан.

## География
Расположено в 30 км от районного центра села Красный Яр, в 72 км от Самары, на овраге Неяловский.

## История
Основано в середине XVII века переселенцами из Симбирской губернии. Изначальное название — Неяловка, получило по фамилии богатого человека — Неялов, который, облюбовав эти живописные места, построил церковь.
В 1929 году в Неяловке был организован колхоз «Север», который после войны был объединён с соседним колхозом «Свобода» (с. Кольцовка) и переименован в колхоз имени Ленина. В начале 1950-х село Неяловка было переименовано в Чапаево.

## Население
| 2010 |
| ---- |
| 340  |